# Історія Стрия

## До виникнення сталого поселення
З перших віків нашої ери відомі два населення, які виявили на околиці міста Стрия. Поселення Стрий I зафіксоване на північно-східній околиці міста, на лівому березі заболоченого потічка, що впадає в річку Стрий, на рівні 2—3 метра від його урізу, поблизу шляхопроводу, де шосе Стрий-Львів перетинається із залізничною лінією Стрий-Ходорів, за 300 метрів від аграрного коледжу.
На поверхні пам'ятки на площі 150×200 м були зібрані фрагменти ліпної та кружальної кераміки темно-сірого та темно-жовтого, товщиною 0,5 см. Їх обпал нерівномірний, в тісті майже не помітні домішки, за винятком дрібнозернистого піску.
Поселення Стрий II відкрито на північній околиці міста, на лівому березі заболоченого потічка, на рівні 3—4 метра від його урізу, за перетином залізниці та шляхопроводу на північний захід від поселення Стрий І. Серед знахідок (на площі 100х200м) — фрагменти кераміки, в тому числі вінця, уламки стінок. Матеріали цих двох поселень віднесені до черняхівської культури.
Перша спроба археологічних розкопок міста фіксується 1871 роком, коли в його північній околиці було виявлено декілька срібних римських денаріїв. Серед них було дві антоніни Гордіана III (238–244 роки), велика бронза Філіппа Араба (244–249 роки) та мала бронза Клавдія II (268–270 роки). Тепер вони зберігаються у Краківському археологічному музеї.
Перша розвідкова експедиція (у складі Ярослава Ісаєвича, Ольги Ісаєвич, Леоніда Мацкевого та Володимира Артюха) в урочищі «Лани Долішні», що на території Стрия, відбулась у 1976 році. Тоді було виявлено сліди пізньоримського часу.

## Україна-Русь
Друге археологічне дослідження Ланів Долішніх відбулося 22 травня 1990 року. Його проводила Археологічна комісія Наукового товариства ім. Т. Шевченка під керівництвом Миколи Бандрівського та Романа Сулика виявило сліди поселення в межах рубежу XI—середини XIII століття, що підтвердило припущення про існування поселення у Стрию в княжі часи.
Одним із науковців, які припускали постання Стрия як міста в цей період, був Лев Шанковський. Він вважав, що «місто мусіло мати вже велике значення в оборонній системі князя Ярослава Осмомисла… Водночас місто Стрий мало теж велике економічне значення» (його торговельний характер підтверджує герб, що на ньому зображений мандрівний купець), адже було розташоване на перетині шляхів Київ-Угорщина, Галич-Угорщина та Коломия-Перемишль-Шльонськ.

## У часи литовсько-польської держави
Перша згадка про місто як центр повіту датується 1385 роком, коли до його складу входило 32 села. Польський король Владислав II Ягайло на початку XV ст. подарував Стрий своєму братові князеві Свидригайлові, тоді місто входило до складу Перемишльської землі. Місто залишалося підвладне князю до 1430 року, коли місто було цілковито знищене в ході боротьби між великим литовським князем Свидригайлом та князем Федором Любартовичом.

У 1431 році: 
|  | на прохання… Закліки Тарла з Щекажовиць король дозволив наново заснувати місто на німецькому праві… Король дав дозвіл на заснування крамниць і цирюльні, дозволив утримувати під ратушею пивницю, так званий шротамт… |

Згідно цього дозволу були визначені межі міста, які простягалися на 7 кілометрів. У цьому ж році Стрий, одне із перших серед українських міст, що отримує Магдебурзьке право надане йому королем Владиславом II Ягайлом, яке надало місту значні привілеї (зокрема право на два тижневих ярмарки на рік — через тиждень після свята Божого Тіла та після свята Святого Варфоломія). Після смерті Владислава Ягайла у 1434 році у Стрия відібрали Магдебурзьке право, а поновлене воно вже було у 1460 році королем Казимиром Ягайловичом. Стрий починає розвиватися як потужний торговельний центр на перехресті двох шляхів — найважливішого через Карпати (Львів-Мукачево) та поздовжнього — на Передкарпатті.
У 1464 році згідно гродських актів, місто мало назву Стріги, а в 1508 році у земських і гродських актах зустрічаються назви міста Стрий, Стрей.
У 1509 році місто було спустошене під час походу молдавського господаря Богдана ІІІ Сліпого під час походу на Львів у ході війни Молдови з Польщею. В 1514 році у місті сталася пожежа.
У 1520 році на стрийських землях, як і в усій Польщі, запроваджено панщину.
У 1523 році місто було цілком знищене татарським набігом. Для оборони від набігів у місті в XVI столітті був побудований Стрийський замок. Як оборонна споруда він проіснував до XVIII століття.
На міській печатці, що датується 1533 роком зображена постать чоловіка в плащі і капелюсі, з палицею в руці. Схоже зображення представлене на печатці лавничого уряду (1541 рік), яку використовували до 1689 року.
У 1547 році польський король Сигізмунд II Август видав універсал, згідно із яким іноземцям Кінофасу Балтазару і Варфоломею Куля надавалося право займатися шкіряним ремеслом у Стрию. У той час місто було важливим торговельним пунктом на шляху через Карпати. Через Стрий проходили торговельні шляхи на Держів — Роздол — Київець — Жидачів, Болехів — Долина — Галич, Сколе — Славськ — Лавочне — Мукачів, Дрогобич — Дубляни — Рудки — Львів і далі на Литву, Дрогобич — Самбір — Перемишль — Краків.
У 1549 році гетьман Ян Тарновський зміцнив Стрийський замок гарматами, забраними зі Львова. Цього року місто отримало вільність від сплати торгового мита в радіусі 12 миль (близько 16,6 кілометра) від міста. Наступного року король надав довічне війтівство Мареку Блізінському.
У 1563 році універсалом польського короля Сигізмунда II Августа жителям міста, які займалися шкіряним ремеслом, було надано право міського громадянства. Цього ж року місту було надано право на третій ярмарок на свято Святого Миколая, 2 попередні перенесено на свято Святого Станіслава та Вознесіння Божої Матері. Крім цього привілеї залишали право на щотижневі суботні ярмарки. У привілеях порушувалося єврейське питання — король затверджуючи міські вільності заборонив євреям проживати на території міста.
Згідно Люблінської унії укладеної у 1569 році стрийські землі входять до складу об'єднаної держави — Речі Посполитої.
У 1570 році Стрий згадується як дерев'яне місто істориком Олександром Гавгніним.
6 травня 1576 року привілеєм короля Стефана Баторія євреям дозволялося проживати на окраїнах міста. Міщани вкрай були незадоволені таким рішенням, їм навіть вдалось його оскаржити, проте через 2 роки суд поновив привілей.
23 червня 1578 року король Стефаній Баторій видав декрет про права і вільності міста. Мета декрету: захистити міщан від зловживань старости і його урядовців.
У 1585 році місто одержало привілей від короля на забудову ринкової площі.
Перша згадка про Стрийський замок датується 1588 роком.
Впродовж 1590–1648 років на місто було здійснено порядку 30 нападів татар.
У 1590 роках у місті діяла рукописна майстерня Василя Богоносика. На той момент Стрий був потужним осередком галицького книгописання.
У 1592 і 1604 роках місто постраждало від пожеж, тому у 1604 році король Сигізмунд III Ваза звільнив місто від податків на чотири роки.
У 1595 році зі своїм військом через Стрий проходив Северин Наливайко, в 1599 році місто відвідав відомий італійський архітектор Якуб Мадлайн.
Через часті напади татар у 1623 році король Сигізмунд III Ваза звільнив міщан від податків.
У 1629 році у Стрию розпочалося будівництво синагоги, в 1632 році міська влада пішла євреям на уступки щодо торгівлі спиртними напоями.
У 1633 році шляхтич Косовський підписав угоду про оренду королівського міста Стрия.
У першій половині XVII століття в Стрию діяло 5 українських церков, при яких виникло 4 братства, які об'єднали широкі кола українського населення міста та передмість. При братствах діяли школи, що переросли у важливі культурні осередки, центри розповсюдження рукописної та друкованої книги. Більшість ремісників міста була об'єднана в цехи. Одними з перших створились цехи кушнірів, шевців, гончарів, ткачів, кравців, а також об'єднаний цех ковалів, слюсарів, мечників та золотарів, а згодом і бондарів. Крім ремісницьких майстерень, були й ґуральні та водяні млини. Так, у середині XVIII століття на річці Стрий та її притоках було 7 млинів.
Найбільше зростання Стрия відбувалось у другій половині XVII століття, сприяв розвиткові міста колишній стрийський староста, а згодом король Речі Посполитої, Ян Собєський.
Великий вплив на життя міста мала визвольна війна під проводом Богдана Хмельницького. У 1648 та 1652 роках місто було знищене та спалене, а в 1657 році козацьке військо прибуло до Стрия для того, щоб об'єднатися з полками угорського князя Д'єрдя Ракоці.
Кінець XVII та перша половина XVIII століть для міста були спустошливими: спочатку місто у 1699 році було спалене в ході татарського нападу, а потім пережило декілька великих пожеж (1701 р., 1708 р., 1712 р., 1738 р., 1742 р.). Зокрема під час пожежі 1742 року згоріло 40 будинків.

## Австрійська держава
У 1772 році внаслідок першого поділу Польської держави Галичина потрапляє до складу Австрійської монархії. Головною перешкодою в розвитку галицьких міст, зокрема Стрия, під владою Речі Посполитої було свавілля шляхти і магнатів, яке було значно обмежене австрійською монархією. Тому перехід Галичини під владу Австрії був першим початком відродження українського життя в Західній Україні. На теренах галицьких земель та південної частини Польщі (Малопольща) було створено окрему провінцію — Королівство Галичини і Лодомерії (Königreich Galizien und Lodomerien).
В 1784 р. в Стрию було розташовано окружні урядові установи, а також військовий гарнізон та відкрито першу державну школу, так звану нормальну (повітову школу). Населення міста складалося з євреїв, поляків і українців, які становили по третині від всього населення. Українці проживали переважно на передмісті Лани. Через несприятливі умови населення міста зростало повільно.
В 1786 році коронним кухмістером Михайлом Вієльгорським Стрийський замок перебудовується на палац та втрачає оборонне значення.
У 1809 році чехом Боуліком була відкрита перша аптека в місті.
У 1811 році у місті з промислових підприємств були ремісницькі майстерні (миловарна, позументна, сідлярська, ткальня), а також водяні млини, пивоварні, чотири гуральні, цегельня.
В 1827 році внаслідок потужної пожежі згоріло 96 будинків, значною мірою постраждав міський костел.
У 1848 році в Австрійській імперії відбулися революційні події, що було наслідком так званої «весни народів». Була проголошена конституція, скасована панщина (в Галичині в 1848 році). Під впливом революційних подій 1848 у Львові українцями створюється Головна Руська Рада для оборони прав українського населення. В Стрию українська інтелігенція утворює окружну Руську Раду, яка виступила із закликом боротися проти національного гноблення, за розвиток української культури. Однак, після революційних подій припинили свою діяльність окружні ради, в тому числі і Стрийська.
Від 1855 р. місто стає центром Стрийського повіту.
У середині XIX сторіччя у Стрию починається будівництво культурних закладів, промислових підприємств, організовується рух транспорту. Також було засновано першу міську лікарню для жінок, яка розмістилась у 2 винайнятих приватних будинках (спеціальне приміщення під лікарню було збудовано лише через 30 років). Паралельно у місті діяли два госпіталі: жидівський і військовий (який підпорядковувався стрийському гарнізону. У 1863 у місті почала діяти перша ощадна каса.
Активізація громадського і політичного життя міста відбувалась під впливом діяльності доктора Євгена Олесницького, о. Олекси Бобикевича та о. Остапа Нижанківського («Стрийська трійця»). Зокрема, Євген Олесницький заснував товариство «Сільський господар», покликане навчати селян сучасних методів господарювання. Розпочато збір коштів на спорудження пам'ятника Тарасу Шевченку, котрий планувалося поставити перед церквою.
Важливою подією для розвитку міста було відкриття 16 листопада 1873 року залізниці і залізничної станції. У зв'язку із цим відкрився завод залізничних верстатів, локомотивна реміза. Перша дерев'яна станція «стація колійова» була збудована у 1875 р., проте вона згоріла під час пожежі у 1886 р.
У 1876 р. в Стрию зусиллями о. Федусевича створено навчальний заклад «Руська Бурса» для бідних учнів (згодом перейменований в «Українську бурсу»). Розташовувалась бурса у приміщенні на вул. Шевченка біля Народного дому. У 1906 році учитель Степан Дубравський заповів у фонд Бурси 20 тис. австрійських крон своїх власних заощаджень. Завдяки цьому щороку виплачувалось 5 стипендій бідним учням. У 1912 р. для бурси було спеціально збудоване приміщення на вул. Крашевського (тепер вулиця Гайдамацька).
У 1880—1884 рр. у Стрийському повіті було 52 школи, 20 читалень, товариство «Рідна школа» в Галичині відкривало школи з українською мовою викладання.
Кінець XIX сторіччя характеризується промисловим будівництвом та відкриттям підприємств, зокрема Штейєрман спорудив у Стрию млин з механічним обладнанням. У 1885 р. першу продукцію (обладнання для нафтодобувної промисловості) випустив завод, який заснували англійці Перкінс і Макентош. Також Верштейном був споруджений чавуноливарний завод та відкриваються сірникова фабрика «Ватра».
У 1886 р. внаслідок пожежі знищено 970 будинків, наслідком цієї пожежі стала докорінна відбудова і перебудова Стрия.
До міста активно прибувають і поселяються у (переважно у передмістях: Ланах, Шумлявщині, Війтівстві) нові мешканці, серед них було багато українців (їх тоді називали русинами), переважно ремісники і купці. Серед них можна виділити М. Яцкевича, який заснував шевську майстерню на вул. Крашевського біля парку Вільшина. Там працювало 10 працівників, які виготовляли взуття для двох австрійських полків, що розміщувались у Стрию.
У 1890-ті роки в Стрию створюються товариства «Руське касино», «Підгірська Рада», «Міщанська бесіда» та філія товариства «Просвіта» (1892). Також відбувається спорудження Народного дому, який був відкритий 1 січня 1900 року. У 1891 р. створене музично-хорове товариство «Стрийський боян». За сприяння Наталії Кобринської у 1893 р. у Стрию, у друкарні Міллера, було видано альманах для жінок «Наша доля» (публіцистичне видання, що містило статті про жіночий рух). Також, завдяки старанням Осипи Бобикевич, Іванни Витковицької, Ольги Тишинської (Бачинської) у 1903 р. у Стрию було засновано «Товариство руських жінок» (перейменоване на Союз українок). Основна мета діяльності товариства полягала у гуртуванні українських жінок під національно-гуманітарно-релігійним гаслом; опікунство церковними громадами, сиротами, бідними людьми. На пожертви стриян, активістки руху створили притулок для сиріт, а в 1904 р. відкрили дитячий садок на Шумлявщині та на Ланах.
У 1909 р. у місті відбулась перша сільськогосподарська виставка і виставка народного мистецького промислу.
З 1895 р. в Стрию почала виходити газета «Стрийський голос», а з 1909 р. — «Господар і промисловість». В 1910 почали видавати газету «Підгірська рада».
Наприкінці XIX сторіччя у Стрию існувала значна кількість товариств та організацій, що свідчило про значний поступ у зародженні громадянського суспільства та культурного піднесення, до прикладу Братство Святого отця Миколая (49 членів), Братство Святого Василія (181 чл.), Апостолат серця Ісусового (386 чл.), Братство Апостольства молитви (154 чл.), Марійське товариство пань, Український католицький союз, філія товариства «Просвіта», Міщанська бесіда, Руське касино, Руська бурса, Сокіл, Боян, Товариство Народний дім, Краєвий молочарський союз, Задаткова каса, Райфайзен каса на Ланах, Товариство руських Женщин, Народний базар, Народна торгівля, Рідна школа, Товариство педагогічне.

## Перша світова війна
28 серпня 1914 року у боснійському місті Сараєво було вбито намісника австрійського імператорського престолу Франца Фердинандта та його дружину Софію сербським терористом Гаврилом Принципом. Це спричинило міждержавний конфлікт що за кілька днів переріс у Першу світову війну. У Львові було створено Центральну Бойову Управу, якій уряд дозволив сформувати Легіон Українських січових стрільців — першу українську збройну силу.
Третього вересня 1914 р. у Стрию відбувалося формування Легіону УСС, оскільки Львів був вже окупований російською армією.
З 8 вересня по 19 жовтня 1914 року і з 22 жовтня 1914 по 31 травня 1915 року Стрий окуповано російськими військами, повторна окупація Стрия царськими військами змусила значну кількість інтелігенції емігрувати до Відня. Стрий був остаточно звільнений внаслідок Горлицької операції.

## ЗУНР
Перша світова війна і революційні процеси призвели до падіння Австро-Угорської імперії. Українські посли австрійського парламенту, депутати галицького й буковинського сеймів 18 жовтня 1918 р. утворили у Львові Українську Національну Раду, яка одразу поставила питання про об'єднання західноукраїнських земель в одне ціле і проголошення Української держави. В ніч з 31 жовтня на 1 листопада відбувся Листопадовий чин, в результаті якого в Галичині й Буковині була встановлена українська влада, а згодом проголошена Західноукраїнська Народна Республіка.
Мешканці Стрия зранку 1 листопада 1918 року зібралися біля міської ратуші, на щоглі, що була на подвір'ї ратуші вперше було піднято синьо-жовтий український прапор і пролунав національний гімн. Офіційно українська влада у місті встановилась з 4 листопада 1918 р. й тривала до 18 травня 1919 р.
Державним повітовим комісаром у Стрийському повіті було призначено Антона Герасиміва, адвоката і громадсько-політичного діяча. Командантом міської поліції був Роман Теодорович, завдяки заслугам якого було викрито підпільну польську організацію у Стрию. Також у місті у існував Окружний суд, під керівництвом судді Володимира Кульчицького, а згодом Остапа Веселовського. Також був Повітовий суд, під керівництвом Н. Раставецького, два військові суди, Податковий уряд під керівництвом Івана Мішкевича, який згодом керував фінансами у Стрию.

## Міжвоєнний період
Внаслідок поразки Галицької Армії в українсько-польській війні, Галичина була окупована польською армією і потрапила під владу Польської держави. Офіційно це було закріплено в 1923 році після того як припини свою діяльність уряд ЗУНР в екзилі. Стрий був центром Стрийського повіту Станиславівського воєводства, оскільки Східна Галичина адміністративно була розбита на три воєводства. Перехід під владу Польщі був кроком назад у розвитку галицьких теренів, оскільки нова влада почала активно згортати ті здобутки українців за часів Австрії.
У 1924 р. у Стрию було 8 народних українських шкіл. Польський уряд домагався зменшення частки української мови у навчальних програмах, викладання історії і географії велося польськими учителями.
Українську гімназію в Стрию, яка змінено на гімназійний відділ при Польській Державній гімназії, що призвело до впровадження польської мови, впровадження польських свят. «Рідна школа» на пожертви громадських організацій, церков, банків а також громади фінансувала українські школи, щоб підтримувати українську освіту.
Економічний і торговельний занепад спричинив безробіття в містах і селах Західної України. В цих обставинах відродилась ідея кооперативної розбудови, започаткована перед війною Є. Олесницьким. Стрийський повітовий Ревізійний союз українських кооперативів об'єднував 110 кооперативів.
У 1935 р. в Стрию вже було чимало виробничих цехів і крамниць, внаслідок цього виникає потреба об'єднання. Для цього утворено Товариство Купців і Промисловців, а для підсилення фінансової бази у місті закладається філія Львівського Промбанку. При Товаристві Сільський господар на Ланах організована секція городництва, в якій інженер Созанський читав лекції щодо раціонального городництва.
У 1937 р. у Стрию було чотири гімназії: Головна (з математично природничим нахилом), а також Реальна, Жіноча гімназія. Існувала Українська гімназія, (згодом Руська Бурса), в якій директором був П. Вілько. Географію викладав професор Й. Кебузинський, латину і грецьку мову — професори М. Білик і М. Назаркевич, математику — Ф. Романишин, руханку (фізкультуру) — І. Криницький, природознавство і спів — Микола Сокольський, релігію — отець О. Мартинків. Плата за навчання в гімназії була високою, проте здібні учні звільнялись від оплати.
Національний склад населення у Стрию на 1939 рік: українці — 28,0 %, поляки — 34,5 %, євреї — 35,6 %, німці — 1,6 %.

## Друга світова війна
17 вересня 1939 р. внаслідок підписання «пакту Молотова — Ріббентропа» Волинь і Галичина були окуповані радянськими військами. 26 жовтня 1939 р. відбулись так звані «Народні Збори Західної України» ухвалили рішення про включення Західної України до складу Радянської України.
Місто Стрий стає центром Стрийського району новоствореної Дрогобицької області, оскільки радянська влада залишила в силі роздробленість Галичини на дрібніші адміністративні одиниці.
Внаслідок проведення політики радянізації увесь приватний і кооперативний промисел Стрия був розграбований.
У 1940–1941 рр. Стрийщина була осередком Крайового Проводу ОУН під керівництвом мешканця с. Грабовець Володимира Тимчія (Лопатинського), який згодом загинув на кордоні при поверненні в Україну разом з іншими оунівцями.
22 червня 1941 року німецька армія переходить радянський кордон розпочинається Німецько-радянська війна.
2 липня 1941 року німецькі війська увійшли у Стрий, згодом окупували значну частину українських земель. 1 серпня 1941 р. Галичина була опинилась у складі Генеральної Губернії як складова Райху (Дистрикт Галичина). Весною 1942 року було створене Стрийське гетто.
5 серпня 1944 року в Стрий вступають радянські війська, які повторно займають Західну Україну.

## Радянський період
12 вересня 1939 року німці бомбардували Стрий і польські поліція і війська втекли з міста. Випущені з тюрми злодії і бандити почали грабунки, які зупинили озброєні члени ОУН. Наступного дня поляки штурмували місто, повстанцями керував Крайовий Провідник ОУН В. Тимчій.
Після приходу радянських військ у Західну Україну, відновлюється радянізація краю та розпочинається його інтеграція у Радянський Союз. Це відбувається на фоні спротиву більшої частини місцевого населення, що втілилось у збройній боротьбі Української Повстанської Армії, проти якої після відступу німців прийшов інший противник із сходу. Стрийщина бере активну участь у спротиві й новим окупантам, що прийшли на заміну німцям.
У 1959 році у місті проживає 36 тисяч чоловік. Національний склад населення станом на 1959 рік був наступним: 68 % українців, 30 % росіян, 2 % інших національностей. Майже все польське населення було виселене із міста і депортоване у Польщу, а також значно зменшилась частка єврейського населення. Починається інтенсивний приплив російського населення в Галичину, зокрема у Стрий, це були переважно партпрацівники, військові, промислові спеціалісти.
Місто Стрий поступово стає великим промисловим центром Західної України. Своєму швидкому соціально-економічному розвитку Стрий завдячує зручному розташуванню на перехресті міжнародних залізничних та автомобільних шляхів. Промисловий потенціал міста створюють: машинобудівна, деревообробна, легка та харчова промисловості.
На початку 1961 року в місті діяло 22 підприємства (харчові, машинобудівні, легкої промисловості), що були лідерами в своїй галузі. У 1965 році почав працювати павільйон побутового обслуговування населення, здано в експлуатацію автоматичну телефонну станцію на 2500 номерів та реконструйовано міську телефонну мережу.
В кінці 1980-х років в Радянському Союзі розпочинається національно-державотворчі процеси, що призводить до розпаду СРСР і утворення незалежних держав. Активізуються процеси національного відродження.
У вересні 1988 року в Стрию створено дискусійно-політичний клуб «Аргумент», як опозицію Стрийському міськкому КПРС. Пізніше створюється Товариство української мови імені Тараса Шевченка. У жовтні 1989 року відбулися установчі збори-конференція Стрийської крайової організації Народного Руху України за перебудову.
14 березня 1990 року, вперше в Україні, над будинком Стрийської міської Ради піднято український національний синьо-жовтий прапор. Це відбулося завдяки підтримки виконкомом міської Ради народних депутатів на вимогу новообраних депутатів резолюції мітингу від 11 березня 1990 року про встановлення на будинку міської Ради поряд з державним прапором УРСР національного прапора України.
У вересні 1990 року рішенням спеціальної сесії міської Ради в Стрию перейменовано вулицю Леніна на вулицю Шевченка та площу Леніна на площу Шевченка (тепер — площа Незалежності). Демонтовано пам'ятник Леніну та ряд пам'ятників радянського режиму. А в жовтні того року було відновлено українську незалежну пресу — 1 жовтня 1990 року вийшов перший номер часопису «Гомін волі».
У період із 1990 по 1992 роки у Стрию створюються багато різноманітних громадських організацій: Стрийський осередок Спілки політв'язнів України, Братство шанувальників Тараса Шевченка, Всеукраїнського братства ОУН-УПА, Стрийське гімназійне братство (гурт колишніх учнів гімназії та семінарів Стрия). Відроджуються такі організації, як молодіжно-юнацька організація «Пласт» і жіноча організація «Союз Українок», стрийський осередок «Просвіти».
17 квітня 1991 року у Стрию відбулася зустріч Блаженнішого митрополита Мирослава Любачівського, голови відродженої греко-католицької церкви в Україні, під час відвідин Стрийського деканату.
Місто очолювали:
- Перші секретарі Стрийського міського (з 1957 року міськрайонного) комітету КП(б)У-КПУ:
  - .02.1940—1941 — Кулик Антон Лукич,
  - 1944—.09.1950 — Орленко Петро Васильович,
  - 1950—1951 — Меркулов Василь Іларіонович,
  - 1951—1953 — Скопін Віктор Дмитрович,
  - 1953—.11.1954 — Нитко Микола Іванович,
  - .11.1954—1959 — Меркулов Василь Іларіонович,
  - .06.1959—1961 — Богомазов Андрій Васильович,
  - 1961—.12.1962 — Остапенко Андрій Маркіянович,
  - .12.1962—.01.1965 — Махоньок Тимофій Андрійович,
  - .01.1965—.03.1970 — Феофанов Костянтин Вікторович,
  - .03.1970—197.1 — Луцюк Іван Никифорович,
  - 197.4—19.04.1979 — Первак Віктор Іванович,
  - 19.04.1979—.02.1990 — Сергієнко Євген Іванович,
  - .02.1990—1990 — Мазур Михайло,
  - 1990—1991 — Церковний В.І..

- Головою Стрийського тимчасового міського управління працював:
  - .09.1939—1940 роки — Кулик Антон Лукич,

- Головами Стрийського міськвиконкому обиралися:
  - 1940—1941 роки — Заланський Костянтин Захарович,
  - 1944—1947 роки — Заланський Костянтин Захарович,
  - 1947—194.8 роки — Мокрицький Мирослав Романович,
  - 195.1—1955 роки — Халавка Микола Іванович,
  - 1955—195.7 роки — Бричко М.В.,
  - 196.0—196.1 роки — Меркулов Василь Іларіонович,
  - 196.3—196.3 роки — Карпов Михайло Григорович,
  - 196.4—1969 роки — Лапшин Микола Павлович,
  - 1969—197.3 роки — Гошовський Володимир Миколайович,
  - 197.5—197.7 роки — Єрмоченко Олексій Данилович,
  - 198.2—198.5 роки — Ющак Іван Петрович,
  - 198.—1990 роки — Матвійців Ігор П..

## Незалежна Україна
24 серпня 1991 року, Верховна Рада УРСР прийняла Акт проголошення незалежності України.
У вересні 1991 року в Стрию відкривається відроджена гімназія імені митрополита Андрея Шептицького.
8 березня 1992 року Народний дім, який до цього часу був Будинком офіцерів повернено стрийській громаді. В ньому розмістився стрийський осередок товариства Просвіта.
- Головами Стрийської міської ради обиралися:
  - 1994—1998 роки — Шрамов'ят Роман Євстахович.
- Стрийськими міськими головами обиралися:
  - 1998—2002 роки — Шрамов'ят Роман Євстахович,
  - 2002—2006 роки — Дмитришин Василь Федорович,
  - 2006—2020 роки — Шрамов'ят Роман Євстахович,
  - 2020 — Канівець Олег Леонідович